# Chevrolet Lumina APV
Lumina APV (All Purpose Vehicle, veículo para toda aplicação) é uma Minivan de porte médio-grande da Chevrolet. Produzida nos Estados Unidos de 1990 a 1996, foi importada por pouco tempo para o Brasil no começo dos anos 90.
É uma versão gêmea da Pontiac Trans Sport de 1989, na qual é baseada no carro conceito de 1986.
a primeira geração esteve disponível de 1990 a 1992.
Foi equipada originalmente com motor de 3.1i V6, que causo reclamações, fazendo a GM adotar o 3.8 V6 de 170 cv em 1992, ambas as motorizações foram trocadas por um 3.4 de 180 cv em 1996, a versão fabricada da Oldsmobile que tinha o logo da Pontiac, foi vendida na europa recebeu o motor da PSA, era o motor 1.9L turbo diesel de 90 cv.